# Jorge Ricardo Masetti
Pour les articles homonymes, voir Masetti.
Jorge Jose Ricardo Masetti Blanco, également sous le surnom de « commandant Segundo », était un journaliste et guérillero argentin. Né le 31 mai 1929 à Avellaneda (dans le Grand Buenos Aires), il meurt le 21 avril 1964 en combattant dans la région de Salta, limitrophe avec la Bolivie.
En 1958, alors qu'il commence sa carrière journalistique au journal El Mundo de Buenos Aires, il réalise une série d’interviews avec Fidel Castro et Che Guevara. Il a ensuite publié le livre Ceux qui luttent et ceux qui pleurent. Le Fidel Castro que j’ai rencontré, dans lequel il brosse un portrait du leader révolutionnaire et décrit le combat du peuple cubain.
Début 1959, sous l'aile du Che, il fonde et organise l’agence de presse Prensa Latina, afin de contrecarrer la propagande contre Cuba. Il participe ainsi en avril 1961, en tant que correspondant de guerre, aux combats qui ont mis fin au débarquement de la baie des Cochons. Durant cette période, il travaille notamment avec l'écrivain colombien Gabriel García Márquez.
Proche de Che Guevara, il crée l'Armée Guérillère du Peuple, un groupe de guérilleros qui avait pour mission la « lutte armée de libération nationale » en Argentine.

## Un journaliste politique (années 1940-1958)
À partir des années 1940, Jorge Masetti travaille pour différents médias tel le journal pro-péroniste El Laborista ou des agences de presse nationales comme Telam ou Agencia Latina. Attiré par le mouvement de masse péroniste plus que par le président Perón lui-même, il s'engage quelque temps, comme d'autres Argentins de sa génération (par exemple Rodolfo Walsh), dans la très nationaliste Alianza Libertadora Nacionalista (ALN) pour des raisons avant tout anti-impérialiste. Ses collaborations professionnelles sont multiples et, en 1955, il fonde une éphémère revue, Cara y Ceca, traitant surtout de la politique intérieure argentine. À partir de 1957, il est engagé par la portègne Radio El Mundo et par la première chaîne de télévision nationale Canal 7 pour couvrir la politique internationale.
Parallèlement à ces écrits professionnels, Masetti publie également des contes dans les journaux nationaux (Clarín ou La Prensa).
Début 1958, la guerre d'Algérie et la seconde crise du détroit de Taïwan avec les bombardements chinois des îles taïwanaises de Quemoy et de Matsu dominent les unes des journaux de Buenos Aires. Pourtant, ce qui intéresse Masetti, c'est la guérilla cubaine dont on ne sait alors quasiment rien. Avec très peu de moyens et de contact, il entend informer ses concitoyens sur la guérilla de Fidel Castro afin de savoir si celle-ci est financée « en dollars ou en roubles ou en livres sterling. Ou si se développait en Amérique latine la déconcertante exception d'une révolution en marche jusqu'au triomphe qui fut financée par son propre peuple. »

## La première interview radiophonique de Che Guevara et Fidel Castro (1958)
Masetti part pour Cuba fin mars 1958 avec un visa touristique, les reportages portant sur la guérilla étant évidemment interdits. Dès son arrivée à La Havane, la police politique du dictateur cubain Fulgencio Batista le repère facilement. Il parvient tout de même à se rendre à Santiago de Cuba, dans l'Est de l'île, puis dans la Sierra Maestra, massif montagneux dans lequel se développe la lutte armée. Fidel Castro décide de faire patienter le journaliste argentin avant de lui accorder une interview afin que Masetti s'imprègne de la situation cubaine et des raisons qui ont poussé les révolutionnaires du Mouvement du 26-Juillet à prendre les armes. Cette tactique s'avère efficace. En effet, Masetti finit par prendre parti pour les guérilleros au point de signer divers reportages pour Radio Rebelde, la radio de la guérilla mise en place par Che Guevara quelques mois plus tôt.
En avril, Fidel accorde au journaliste argentin une interview radiophonique. C'est la première fois que le Comandante en Jefe s'adresse directement aux Cubains. Masetti l'interroge sur les débuts de la révolution, sur la légitimité de la force armée pour renverser un dictateur et... sur les origines du financement de la révolution. Fidel répond alors : « Réellement je peux vous assurer que la presque totalité des armes que nous possédons, nous les avons arrachées des mains de l'armée de la tyrannie. » Il entame ensuite son premier discours-fleuve.

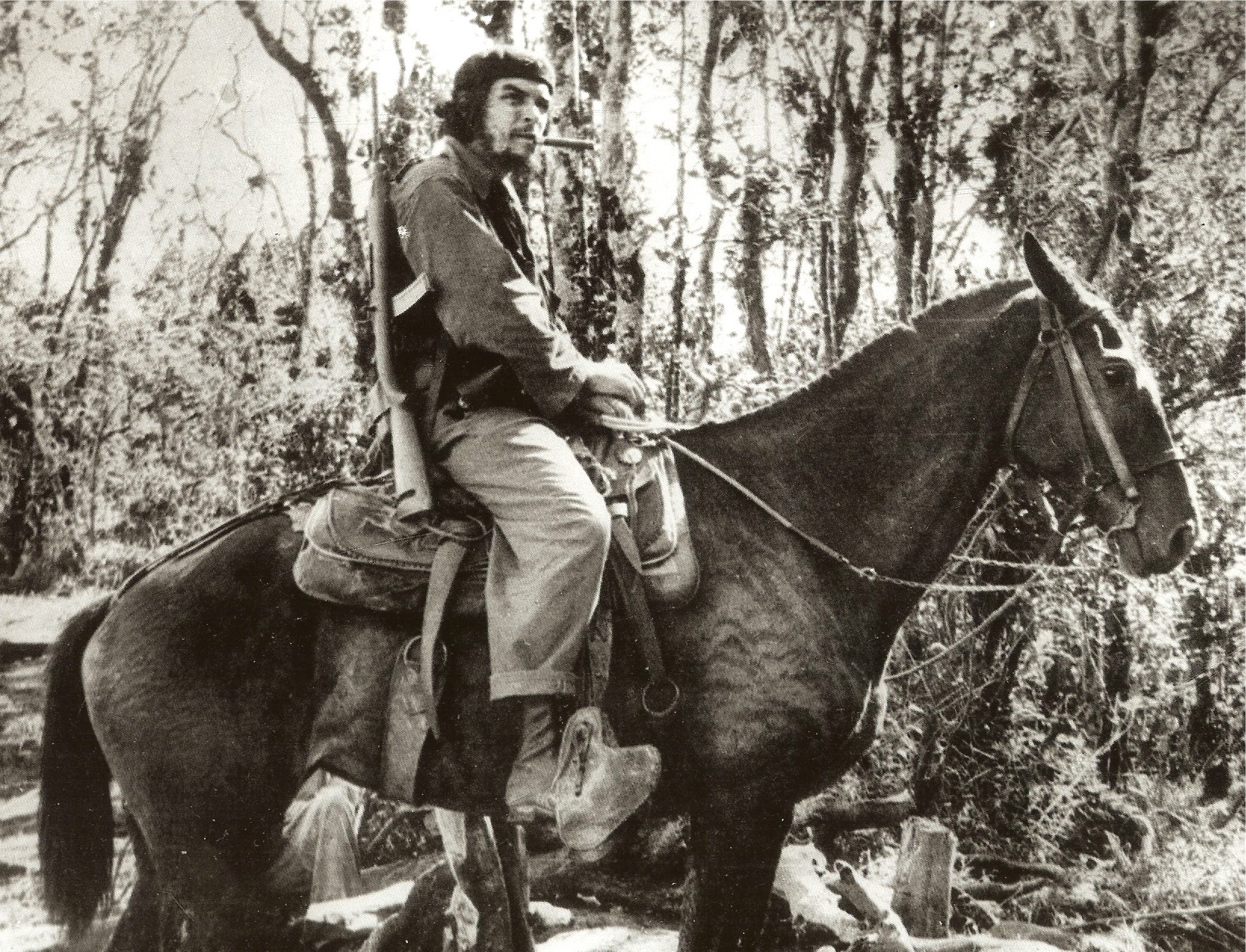
Masetti rencontre le Che pour la première fois dans la Sierra Maestra. Après les premiers contacts empreints de scepticisme de part et d'autre, les deux Argentins deviennent des amis très proches, 1958.

L'interview du Che n'a pas, naturellement, la même importance historique mais c'est la première fois également que le commandant argentin s'adresse à un peuple cubain qu'il ne connaît encore que très partiellement. Néanmoins, cette entrevue intéresse doublement Masetti car elle permet de mettre en perspective la parole de Castro et de tresser un lien plus direct entre la guérilla cubaine et ses futurs auditeurs argentins.
Reparti à La Havane, Masetti apprend que les reportages retransmis n'ont pu être enregistré en vue d'une future diffusion en Argentine. Il repart une seconde fois dans la Sierra Maestra mais l'aventure s'avère bien plus périlleuse que la fois précédente puisque le journaliste argentin est maintenant bien identifié par les services secrets batistains. Il grave une nouvelle fois les interviews fin mai 1958. Entretemps, Fidel Castro a pris la tête de l'ensemble de la révolution cubaine, divisée jusque-là.
De retour en Argentine début juin 1958, Masetti s'emploie à faire davantage connaître la guérilla cubaine à ses concitoyens... qui vivent eux aussi sous un régime dictatorial, celui dit de la « révolution libératrice ». Radio El Mundo commence à diffuser ses reportages mais, à la suite d'une censure larvée, la série est rapidement interrompue. Quant au journal éponyme, El Mundo, il ne publie qu'un seul article de Masetti. Cependant, le journaliste argentin reçoit le soutien de ses pairs, et notamment du Sindicato Argentino de Prensa, pour l'ensemble de son travail. Il offre des conférences à travers le pays et publie un ouvrage, Los que luchan y los que lloran (« Ceux qui luttent et ceux qui pleurent »). À l'heure actuelle, ce livre constitue l'unique témoignage direct fiable et complet au sujet de cette période de la guérilla cubaine (les écrits du Che sont, pour le moment, postérieurs).
Masetti écrit également un monologue La Noche se prolonga décrivant les déconvenues d'un Argentin ayant cru au rêve péroniste. Cette pièce de théâtre est montée en janvier 1959. Avec cette œuvre comme avec sa nouvelle La Revolución perdida, écrite à la même époque, Masetti montre un certain désarroi envers les « révolutions » qui ne sont pas radicales. Parti à Cuba comme simple journaliste voulant remplir une mission professionnelle, Masetti en est revenu transformé et engagé.

## L'époque «Prensa Latina» (1959-1961)

### Une agence d'information latino-américaine au service des Latino-Américains
Le dictateur cubain Batista est renversé dans la nuit du 1er janvier 1959, la colonne guérillera du Che arrive à La Havane le 2. Masetti organise un entretien télévisé du Che pour la chaîne Canal 7. Guevara l'invite alors à rejoindre « ceux qui luttent ». Masetti repart pour Cuba moins d'une semaine plus tard.
Avec un autre journaliste présent dans la Sierra Maestra au même moment que lui, l'Uruguayen Carlos María Gutiérrez, il organise à la demande de Castro l'Opération vérité en janvier 1959. Le but de l'opération est médiatique : convaincre l'étranger que les Barbudos ne sont pas des barbares. En effet, les procès d'anciens tortionnaires de la dictature et les exécutions capitales se multiplient et le nouveau régime cubain est critiqué par certains pays voisins comme les États-Unis. Les résultats ne sont pas ceux escomptés mais Masetti a su répondre à l'appel.
Conscient que les médias constituent un champ de bataille aussi important que les autres, Guevara lui confie donc la création d'une agence de presse internationale. L'urgence est de mise. Le Commandant guérillero n'a de cesse de répéter : « les grandes entreprises de presse et les porte-paroles des États-Unis donnent le ton de l'importance et de l'honnêteté d'un pays dirigeant : il suffit d'inverser les termes. » À cette époque, cinq agences dominent la vente d'informations auprès des différents médias : Associated Press (AP), United Press International (UPI), Reuters, Agence France-Presse (AFP) et Tass. L'idée des révolutionnaires cubains est de créer une agence capable de parler de l'Amérique latine aux Latino-Américains d'un point de vue latino-américain. Le guévariste Masetti la met sur pied et devient le premier directeur général de l'agence de presse Prensa Latina (PL) créée officiellement le 9 avril 1959. Le recrutement des journalistes venant de toute l'Amérique latine commence. Parmi eux, les plus connus restent les Argentins Rodolfo Walsh et Rogelio García Lupo (es), les Cubains Angel Boan, Gabriel Molina, Juan Marrero et Angel Augier ainsi que le futur prix Nobel de littérature colombien Gabriel García Márquez.
Les correspondances se multiplient à travers l'Amérique latine. Début 1960, Prela (abréviation de Prensa Latina) recense vingt agences et correspondances à travers le continent. La réussite des ouvertures et les scoops politiques et sociaux se multiplient (ex : première tentative de coup d'État contre le président argentin Arturo Frondizi, tentative de révolution au Paraguay, grèves en Amérique centrale, ...). Pour Masetti, en ces temps de guerre froide et contrairement au directeur du journal français Le Monde, Hubert Beuve-Méry, si « le journaliste doit être objectif, le journaliste ne doit pas être impartial, il n'a pas le droit d'être impartial, parce qu'aucune personne digne ne peut être impartiale entre le bien et le mal, entre la guerre et la paix. » Dans La Havane révolutionnaire, l'agence de presse internationale se présente comme une entreprise résolument guévariste.
D'ailleurs, Masetti devient un véritable ambassadeur officieux de cette tendance politique en Amérique latine, le Che ayant été dépêché pour prendre contact avec les États du Tiers-Monde hors du continent de juin à septembre 1959. En tant que directeur d'une agence de presse internationale, Jorge Ricardo Masetti part pour le Venezuela, est reçu par le chef de l'État colombien Alberto Lleras Camargo en octobre 1959, puis séjourne au Panama, aux États-Unis, Puerto Rico, au Mexique et termine son périple par l'Argentine. Che Guevara suit avec intérêt le développement de cet organe de la révolution continentale. Son biographe mexicain Paco Taibo II pense que le Che « [...] souhaitait récupérer tout le journalisme qu'il n'avait pas fait mais aurait souhaité faire au cours de sa vie. » Le commandant de l'Armée rebelle est directeur de la Banque nationale (27 novembre 1959) mais il écrit aussi des articles dans la revue des forces armées cubaines, Verde Olivo et passe de nombreuses nuits à discuter avec Masetti au siège havanais de PL, en sirotant un mate, la boisson nationale argentine.
Les succès se succédant, Prensa Latina étend son champ d'action à l'échelle mondiale. À partir de la fin de l'année 1959, PL signe des contrats avec d'autres agences de presse comme la Middle East de la République arabe unie de Nasser, la Tanjug de Yougoslavie communiste dirigée par Tito, la tchécoslovaque Ceteka, ... En janvier 1960, PL organise une réunion des directeurs d'agence d'information à La Havane. L'agence chinoise est représentée (Hshinhua) tout comme la Tass ou la Japan Press Service, seule agence du bloc de l'Ouest puisque les agences des États-Unis ont refusé l'invitation. Après avoir pensé Prela comme un organe de l'unification continentale en informant mieux l'Amérique latine sur sa propre réalité, Masetti souhaite maintenant en faire une agence mondiale « [...] qui serait sa voix et qui l'informerait réellement de ce qui se passait dans le monde. » Il entend également « [...] informer tous les peuples du monde et que de tous les peuples du monde il nous arrive de vraies nouvelles, destinées à informer et non pas à déformer. » L'enthousiasme est grand.

### Une agence d'information soutenant directement la révolution cubaine

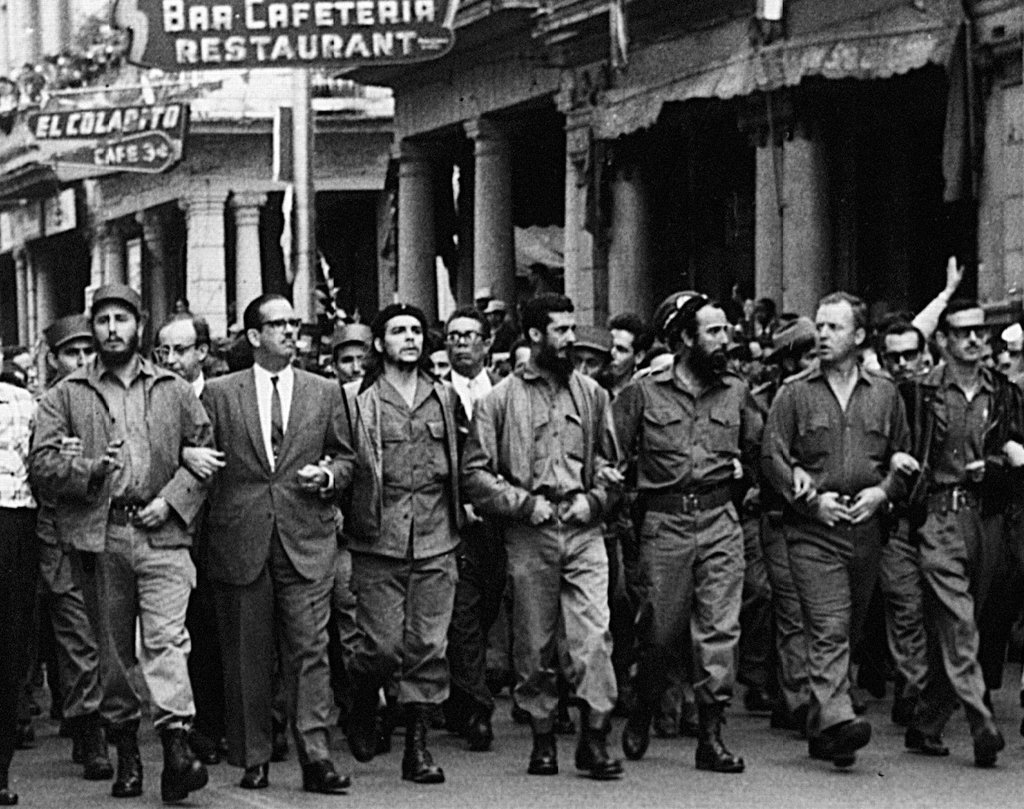
le Premier ministre Castro, le président Dorticós, Guevara marche en signe de protestation le lendemain de l'explosion de la Coubre, (couvert par le DG de Prensa Latina, Masetti, 4-5 mars 1960).

La guerre froide est aussi une guerre idéologique dans laquelle la bataille de l'information joue un grand rôle. L'histoire de PL, agence pourtant internationale, est intimement liée à celle de la Cuba révolutionnaire. Ainsi, les tensions montant entre Washington et La Havane, les attaques des agences de presse américaines UPI et AP se multiplient à l'encontre de Prela. Son objectivité, surtout, est remise en cause notamment pour les liens qu'elle a établis avec l'agence soviétique Tass alors même que, bien entendu, l'AP, l'UPI, Reuters ou l'AFP disposent des mêmes accords pour couvrir l'information dans le bloc de l'Est. De passage à Cuba en février 1960, le vice-président soviétique Mikoyan signe les premiers accords commerciaux entre le Géant de l'Est et l'île caraïbe. En réponse, Washington décrète l'embargo sur les armes à destination de La Havane. Le 4-5 mars 1960 le directeur d'agence de presse Masetti couvre personnellement l'explosion de la Coubre, bateau à quai dans le port de La Havane, explosion qui coûte la vie à 100 personnes. En juin 1960, des entreprises pétrolières comme Esso, établies à Cuba, refusent de raffiner le pétrole vendu par l'Union soviétique et l'administration du président des États-Unis Eisenhower annule l'achat de sucre cubain, principale ressource économique de l'île. Le 6 août 1960, Fidel Castro réagit en décrétant la nationalisation de tous les biens appartenant à des entreprises et des citoyens des États-Unis. La tension est presque palpable : Masetti entraîne ses journalistes (marches, tirs, morse, ...) afin d'en faire des correspondants de guerre en vue d'une agression proche. Au cours de la réunion des ministres des Affaires étrangères de l'OEA (Organisation des États américains) convoquée en août 1960 à San José de Costa Rica, l'« ingérence d'une puissance extracontinentale » - sous-entendu l'Union soviétique - est condamnée... et Cuba aussi indirectement. Prensa Latina couvre tant bien que mal l'événement et le directeur général Masetti, qui dirige la délégation de PL, est arrêté par la police locale ! Encore une fois, la politique étrangère de Cuba est associée à la politique éditoriale de Prela. À la suite de ces événements, les présidents latino-américains font fermer, progressivement, presque toutes les agences de Prela dans leurs pays. Le 17 décembre 1961, Prensa Latina n'a plus que 10 correspondances sur le continent alors qu'elle en avait 26 en 1960.
Il est vrai que Masetti qui prône un journalisme partial et objectif transgresse la Doctrine Monroe. Dès 1959, le but de l'agence est politique car l'information participe pour lui de la politique. Ainsi, le directeur de l'agence de presse est convaincu que « [...] la bonne information peut aider ou contribuer à la formation de la mentalité politique de beaucoup de nouveaux leaders étant donné qu'ayant connaissance des problèmes, ils peuvent leur trouver une solution. » L'agence est partiale : elle est anti-impérialiste et soutient la décolonisation.
D'ailleurs, l'agence, en elle-même et à travers sa mission, prône le développement de la révolution continentale. Dans la ligne éditoriale de l'agence, on trouve également la lutte contre le racisme. Ainsi, aux États-Unis, dont de nombreux États du Sud pratiquent la ségrégation, Masetti désigne 1960 comme « le symbole indépendantiste africain qui est en train de donner l'épanouissement à de nouveaux pays libres et sans préjugés raciaux. » Prela, en tant qu'entreprise révolutionnaire en général, et guévariste en particulier, dénonce donc la ségrégation dont souffrent les Afro-Américains comme les Amérindiens.
Prela joue également un rôle important lors de l'épisode de la baie des Cochons. C'est elle qui, par le décryptage d'un message secret arrivé par hasard sur ses télétypes, avertit le gouvernement cubain des lieux d'entraînement des envahisseurs anti-castristes et de l'imminence de l'invasion.
Lorsque les Brésiliens élisent un populiste de gauche et comme président, Jânio da Silva Quadros, Masetti est le premier journaliste étranger à bénéficier d'un entretien en mars 1961. Or, c'est moins le directeur d'agence que le représentant de Cuba qui parle et qui invite le nouvel élu à La Havane. Il rédige d'ailleurs un rapport sur Quadros pour le gouvernement cubain avant d'envoyer son article à Prela,.
Cependant, les tensions internes à la révolution cubaine ont raison de lui. En tant que guévariste en vue, il est la cible des communistes pro-soviétiques de La Havane. À la suite de nombreuses provocations, il propose sa démission à Fidel Castro en mars 1961. Ce dernier vient de nommer Guevara à la tête du Ministère des Industries et, pour ménager les différentes tendances politiques présentes au sein de la jeune révolution, il accepte cette démission. Masetti en profite pour se mettre plus directement encore au service de la révolution cubaine et commencer un entraînement militaire.

## Un agent du gouvernement cubain (1961-1962)
Masetti est rappelé à la tête de l'agence le temps du débarquement de la baie des Cochons, preuve de la confiance que Castro continue d'avoir en lui. À la mi-avril 1961, il dirige donc à nouveau l'entreprise et, vêtu de l'uniforme de la milice cubaine, il couvre les événements personnellement. En temps de guerre, le contrôle et la production d'informations sont fondamentaux et, avec PL, Cuba bénéficie de l'outil idéal pour emporter cette bataille comme il le rappelle à un de ses collaborateurs s'interrogeant sur son accord de revenir à la tête de l'entreprise journalistique : « Ne pas l'avoir fait aurait été comme dresser face à l'ennemi un canon et ne pas pouvoir faire feu au moment crucial. »
D'ailleurs, la bataille médiatique est rude. L'AP informe les journaux que Santiago de Cuba est tombé, l'UPI diffuse également de fausses informations comme cette dépêche affirmant que Fidel et Raúl Castro ont été capturés. Prela envoie ses propres informations et c'est Masetti qui, ayant le président cubain Osvaldo Dorticós Torrado au téléphone, envoie la dépêche signalant la victoire des castristes. Du 21 au 25 avril 1961, les prisonniers ont le droit à un procès public. Parmi les huit « interrogateurs », un seul n'est pas cubain, c'est Jorge Ricardo Masetti.

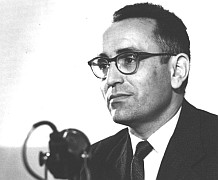
Benkhedda annonce la signature des Accords d'Evian le 19 mars 1962, Masetti a rencontré le président du GPRA quelques mois plus tôt pour organiser l'envoi d'une aide cubaine au FLN

Masetti est aussi à l'initiative du rapprochement cubano-algérien. Dès 1959, l'agence PL avait fourni des informations pour les journaux latino-américains soucieux de connaître la guerre d'Algérie (1954-1962). Pour les Cubains, la nationalité de l'impérialisme n'a que peu d'importance : l'Algérie semble vivre ce que Cuba a vécu, c'est ce qui compte pour les Cubains. Le 27 juin 1961, La Havane est ainsi le premier pays de l'« hémisphère ouest » à reconnaître la légitimité du Gouvernement provisoire de la République algérienne (G.P.R.A.) et à soutenir officiellement le combat du FLN à l'ONU. Masetti est envoyé en mission pour aider directement la révolution algérienne. En novembre 1960, Masetti arrive à Tunis après avoir fait escale dans le Mali socialiste du président Modibo Keïta. Cette escale témoigne d'ailleurs du soutien cubain aux volontés pan-africanistes du président malien. Masetti rencontre le président du GPRA Benyoucef Benkhedda dont l'orientation politique est socialiste. Il se rend sur la ligne de front à la frontière algéro-tunisienne puis rencontre le chef d'État-major de l'Armée de Libération Nationale (A.L.N.), branche armée du FLN, Houari Boumedienne.
De retour à Cuba, Masetti fait part de ses impressions au gouvernement cubain qui décide de soutenir la guérilla du FLN en envoyant à Oujda, à la frontière algéro-marocaine, 1 500 fusils, une trentaine de mitrailleuses et une grande quantité de mortiers récupérés lors de la victoire de la baie des Cochons. La livraison des armes est préparée par Masetti qui rapatrie en retour 76 blessés et 20 enfants issus des camps de réfugiés dans les Caraïbes. D'ailleurs, le premier président du Conseil de la République Algérienne Ahmed Ben Bella passe à La Havane remercier le gouvernement de Castro... durant la crise des missiles de Cuba en octobre 1962. Masetti est alors certainement aux côtés du Che, commandant de la province de Pinar del Río en état d'alerte. Ce soutien au FLN explique le rapprochement des deux jeunes révolutions cubaine et algérienne de 1962 à 1965 comme en témoigne l'aide cubaine lors de la guerre des sables ou l'aide algérienne apportée à l'Ejército Guerrillero del Pueblo en 1963.

## Le Comandante Segundo, guérillero de Salta (1963-1964)
Aux yeux du Che, la nécessité de l'extension de la révolution en Amérique latine est grande du fait de la tension existante entre pro-soviétiques et guévaristes à Cuba depuis 1961, tension aggravée par la crise de Cuba et l'attitude des deux Géants à cette occasion.
Pour le Che, outre les pays dans lesquels des guérillas existent déjà, il y a un pays où un foco guérillero peut se développer : l'Argentine. Dès le printemps 1962, l'Operación Don Segundo Sombra est lancée. Castro convainc cependant le Che d'attendre que les conditions préalables de la guérilla soient établies avant de partir. Guevara confie donc le commandement de la colonne guérilla à un de ses proches jugés capables d'une telle mission : c'est Masetti.
L'entraînement du noyau guérillero commence à Cuba. Tous les dirigeants de l'île, y compris Raúl Castro pourtant jugé pro-soviétique et donc anti-guérilla, soutiennent l'opération. Les Argentins sont ensuite envoyés dans les campagnes tchécoslovaques à la fin 1962 puis en Algérie au début de l'année suivante. Pour Alger, c'est un moyen de montrer sa reconnaissance pour les services rendus par Masetti et de témoigner sa solidarité. Les guérilleros finissent par arriver dans leur « sanctuaire bolivien » courant 1963. Le Cubain José Maria Tamayo, ou Papi, et de nombreux membres du PC bolivien ont méticuleusement préparé leur arrivée ; ils seront à nouveau sollicités pour soutenir l'Armée de libération nationale de Bolivie, à la tête de laquelle le Che trouvera la mort en 1967.
La guérilla dirigée par Masetti-Comandante Segundo, s'installe donc à quelques kilomètres de la frontière argentine ; la province de Salta est toute proche. En quelques mois, ils doivent préparer les conditions matérielles (reconnaissance du terrain, dessin de cartes, organisation de caches pour la nourriture, ...), et psychologiques (liens avec la population, ...), préalables à l'embrasement de la région dans l'attente du Comandante Primero, Che Guevara. D'ailleurs, deux proches amis cubains du Che, Hermes Peña et Alberto Castellanos sont intégrés à la colonne guérillera.
À partir de septembre 1963, l'Ejército Guerrillero del Pueblo (Armée guérillère du peuple) ou EGP, passe définitivement en Argentine. Les premiers mois se passent bien : la colonne se renforce, le réseau urbain se développe sous l'impulsion de Ciro Bustos et les premiers contacts avec les habitants sont cordiaux. Cependant, l'intégration du Comandante Primero est sans cesse repoussée et les erreurs d'appréciation se multiplient. Les règles de base de la guérilla - mobilité constante, vigilance constante, méfiance constante - sont enfreintes et la tension monte dans la colonne du fait notamment de l'inaction. Des condamnations à mort sont même exécutées par deux fois. La date du 18 mars 1964 est choisie pour lancer les opérations mais la guérilla est rapidement vaincue : elle est infiltrée par deux policiers et la gendarmerie la traque. En quelques semaines, les guérilleros sont soit tués au cours de combat, soit morts à la suite d'un manque d'eau ou de nourriture, soit capturés. Le réseau urbain est partiellement démantelé, l'autre partie restant en veille jusqu'à la guérilla de Bolivie. Masetti semble avoir voulu rejoindre la province de Tucumán, plus au sud, ville où une autre colonne guérillera devait entrer en action pour accroître les chances de victoire. Cependant, comme l'écrit alors son ami journaliste Rodolfo Walsh : « Masetti n'est jamais réapparu. Il s'est dissous dans la forêt, dans la pluie, dans le temps. Dans un lieu inconnu, le corps du Comandante Segundo empoigne un fusil rouillé. »

## Photographies de Masetti et filmographie
Masetti a été photographié à de multiples reprises au cours des différentes épisodes qui ont ponctué sa vie (guérilla de Cuba, Prensa Latina, soutien au FLN en Algérie, guérilla de Salta en Argentine) et aux côtés de personnages historiques ayant marqué la guerre froide (Fidel Castro, Che Guevara, Nasser, Jânio Quadros, ...). Ces photographies sont protégées par le droit d'auteur mais il est possible de les consulter sur le blog argentin qui lui est consacré.
En 2010, un documentaire, intitulé La Palabra empeñada (« La parole engagée »), a été consacré à Masetti. Les réalisateurs argentins Juan Pablo Ruiz et Martín Masetti y racontent la vie du militant à travers des interviews d'employés de PL comme le journaliste argentin Rogelio García Lupo ou l'écrivain prix Nobel de littérature Gabriel García Márquez, d'entrevues avec des guérilleros comme Ciro Bustos ou de discussions avec sa seconde épouse cubaine Conchita Dumois.